# World of Warcraft: The Burning Crusade Classic
World of Warcraft: The Burning Crusade Classic (Burning Crusade Classic; с англ. — «Классический мир военного ремесла: Пылающий поход») — версия оригинального дополнения The Burning Crusade образца 2007 года, анонсированная 20 февраля 2021 года на BlizzConline и вышедшая 2 июня 2021 года. Данная версия игры доступна параллельно с основной (на тот момент — Shadowlands) и классической версией игры World of Warcraft Classic, при этом она позволит увидеть мир военного ремесла в период выхода первого дополнения к игре World of Warcraft до выхода второго дополнения — Wrath of the Lich King.

## Игровой процесс и особенности
Burning Crusade Classic воспроизводит игровой мир и механики на момент обновления 2.4.3 (июль 2008 года). Максимальный уровень персонажа — 70. Дополнение сохраняет аутентичность оригинала, при этом интегрируя некоторые современные интерфейсные решения и устраняя технические ошибки изначальной версии.
Ключевые нововведения дополнения:
- Расы и классы — добавлены дренеи для Альянса и эльфы крови для Орды. Классы паладинов и шаманов стали доступны обеим фракциям.

- Мир Запределья — новый континент, состоящий из семи зон, доступный для персонажей 58–70 уровней.

- Летающие средства передвижения — возможность перемещения по воздуху в зонах Запределья.

- Система арен — соревновательный PvP-формат (2×2, 3×3, 5×5) с рейтинговой системой и сезонными наградами.

- Ювелирное дело — новая профессия, позволяющая создавать и вставлять в экипировку самоцветы.

- Изменённая PvP-система — более доступные награды за очки славы и усовершенствованная система сражений в открытом мире.

- Рейды меньшего масштаба — вместо 40-персонных групп введены рейды для 10 и 25 игроков.

Мир игры включает две основные части: Азерот (континенты Калимдор и Восточные королевства) и Запределье.

## Технические особенности и изменения
В отличие от строгого воспроизведения оригинала в WoW Classic, в Burning Crusade Classic внесены изменения для улучшения игрового опыта:
- Отказ от механики очередности обработки заклинаний (spell batching) в пользу более отзывчивого игрового процесса
- Возврат изначальной сложности боссов в рейдах и подземельях
- Корректировки баланса фракций, включая доступ паладинов обеих фракций к печатям противоположной фракции по достижении 70-го уровня
- Увеличение размера команд арены и внедрение современных алгоритмов подбора противников
- Раннее открытие доступа к дренеям и эльфам крови в предварительном обновлении

## Фазы контента
Для обеспечения поэтапного прогресса и последовательного освоения игрового контента разработчики разделили выпуск Burning Crusade Classic на 5 фаз, каждая из которых вводила новые рейды, подземелья и PvP-сезоны:
- Фаза 1: рейды «Каражан», «Логово Груула» и «Логово Магтеридона».
- Фаза 2: «Змеиное святилище», «Крепость Бурь» и первый сезон боев на арене.
- Фаза 3: «Хиджал», «Черный храм» и второй сезон боев на арене.
- Фаза 4: «Зул'Аман» и третий сезон боев на арене.
- Фаза 5: «Плато Солнечного Колодца» и четвертый сезон боев на арене.

Такой подход позволил воссоздать постепенную эволюцию игрового мира, характерную для оригинального дополнения, когда игроки последовательно осваивали новый контент, а разработчики корректировали баланс и вносили изменения на основе отзывов сообщества.

## Сочетание рас и классов
| Раса         | Воин | Пал. | Охотник | Разб. | Жрец | Шаман | Маг  | Чернокн. | Друид |
| ------------ | ---- | ---- | ------- | ----- | ---- | ----- | ---- | -------- | ----- |
| Люди         | В-Д  | П-Д  | О-Н     | Р-Д   | Ж-Д  | Ш-Н   | Ма-Д | Ч-Д      | Д-Н   |
| Дворфы       | В-Д  | П-Д  | О-Д     | Р-Д   | Ж-Д  | Ш-Н   | Ма-Н | Ч-Н      | Д-Н   |
| Ночные эльфы | В-Д  | П-Н  | О-Д     | Р-Д   | Ж-Д  | Ш-Н   | Ма-Н | Ч-Н      | Д-Д   |
| Гномы        | В-Д  | П-Н  | О-Н     | Р-Д   | Ж-Н  | Ш-Н   | Ма-Д | Ч-Д      | Д-Н   |
| Дренеи       | В-Д  | П-Д  | О-Д     | Р-Н   | Ж-Д  | Ш-Д   | Ма-Д | Ч-Н      | Д-Н   |
| Орки         | В-Д  | П-Н  | О-Д     | Р-Д   | Ж-Н  | Ш-Д   | Ма-Н | Ч-Д      | Д-Н   |
| Отрёкшиеся   | В-Д  | П-Н  | О-Н     | Р-Д   | Ж-Д  | Ш-Н   | Ма-Д | Ч-Д      | Д-Н   |
| Таурены      | В-Д  | П-Н  | О-Д     | Р-Н   | Ж-Н  | Ш-Д   | Ма-Н | Ч-Н      | Д-Д   |
| Тролли       | В-Д  | П-Н  | О-Д     | Р-Д   | Ж-Д  | Ш-Д   | Ма-Д | Ч-Н      | Д-Н   |
| Эльфы крови  | В-Н  | П-Д  | О-Д     | Р-Д   | Ж-Д  | Ш-Н   | Ма-Д | Ч-Д      | Д-Н   |

## Разработка и запуск
27 марта 2020 года компания Blizzard провела опрос среди игроков о возможных путях реализации классической версии The Burning Crusade. После анонса 20 февраля 2021 года релиз дополнения был разделён на две фазы:
- Предварительное обновление (19 мая 2021) — игроки получили возможность выбрать для персонажей дальнейший путь развития, создать персонажей новых рас и принять участие в ограниченном по времени событии вторжения демонов[4].

- Полный запуск (2 июня 2021) — открытие доступа к Запределью и контенту первой фазы[2].

В дополнение к базовой версии игры были предложены платные опции:
- Пропуск в Темный портал (1799 руб.) — повышение уровня персонажа до 58-го, за исключением дренеев и эльфов крови
- Deluxe Edition (3149 руб.) — расширенный набор с эксклюзивными игровыми предметами, включая особые средства передвижения
- Создание копии персонажа (1499 руб.) — сохранение копии персонажа одновременно в Burning Crusade Classic и в WoW Classic

В отличие от запуска оригинальной версии WoW Classic, старт Burning Crusade Classic прошёл относительно гладко с технической точки зрения. Несмотря на сообщения Blizzard о DDoS-атаке в момент релиза, большинство русскоязычных серверов не столкнулись с критическими проблемами стабильности, за исключением временных задержек в районе Темного портала вследствие массового скопления игроков.
7 июня 2022 года произведена оптимизация серверной инфраструктуры с закрытием ряда малонаселённых серверов, включая три русскоязычных.

## Оценки и отзывы
Согласно неофициальной статистике ресурса Ironforge.pro, в первые недели после запуска дополнения популяция некоторых русскоязычных серверов (в частности, «Пламегор») увеличилась почти до 9 тысяч активных игроков, что превысило аналогичные показатели WoW Classic за сопоставимый период после релиза. Однако выход крупного обновления 9.1 для основной версии игры (World of Warcraft: Shadowlands) 29 июня 2021 года временно снизил активность в Burning Crusade Classic, хотя позднее показатели вернулись к прежним значениям.